# Suazi na Letnich Igrzyskach Olimpijskich 2008
Reprezentacja Suazi na Letnich Igrzyskach Olimpijskich 2008 liczyła czworo zawodników (2 kobiety i 2 mężczyzn). Suazi miało swoich przedstawicieli w 2 spośród 28 rozgrywanych dyscyplin. Zawodnicy z tego kraju nie zdobyli żadnego medalu. Chorążym reprezentacji Suazi była lekkoatletka Temalangeni Dlamini, specjalizująca się w biegu na 400 metrów. Najmłodszą reprezentantką Suazi na Letnich Igrzyskach Olimpijskich 2008 była 16-letnia pływaczka Senele Dlamini, a najstarszym przedstawicielem tego kraju był lekkoatleta specjalizujący się w biegu na 1500 metrów – niespełna 25-letni Isaiah Msibi. Wszyscy zawodnicy reprezentowali swój kraj na igrzyskach po raz pierwszy.
Był to ósmy start tej reprezentacji na letnich igrzyskach olimpijskich oraz dziewiąty start na igrzyskach olimpijskich (reprezentant Suazi wystartował także w Zimowych Igrzyskach Olimpijskich 1992). Najlepszym wynikiem, jaki osiągnęli reprezentanci Suazi na Letnich Igrzyskach Olimpijskich 2008, była 46. pozycja, jaką Isaiah Msibi zajął w rywalizacji biegaczy na 1500 m.

## Tło startu
Narodowy Komitet Olimpijski Suazi powstał w 1972 roku. Od tego czasu Komitet Olimpijski tegoż kraju zgłasza reprezentacje tego kraju do udziału w najważniejszych imprezach międzynarodowych takich jak igrzyska afrykańskie, czy igrzyska Wspólnoty Narodów. 
Suazi na letnich igrzyskach olimpijskich zadebiutowało w 1972 roku. Jej reprezentanci do czasu startu w igrzyskach w Pekinie nie zdobyli żadnego medalu olimpijskiego.

## Statystyki według dyscyplin
| Lp.     | Sport         | Mężczyźni | Kobiety | Łącznie |
| ------- | ------------- | --------- | ------- | ------- |
| 1.      | Lekkoatletyka | 1         | 1       | 2       |
| 2.      | Pływanie      | 1         | 1       | 2       |
| Łącznie | Łącznie       | 2         | 2       | 4       |

## Lekkoatletyka
Suazi w lekkoatletyce reprezentowało dwoje zawodników – 1 mężczyzna i 1 kobieta. Każdy z nich wystartował w jednej konkurencji. Początkowo Isaiah Msibi i Temalangeni Dlamini nie zakwalifikowali się do udziału w Letnich Igrzyskach Olimpijskich 2008, gdyż nie uzyskali wymaganego minimum kwalifikacyjnego. Zgodnie z przepisami przyjętymi przez IAAF każdy kraj, w którym żaden z zawodników nie wypełnił minimum kwalifikacyjnego, otrzymał zaproszenie do zgłoszenia do Letnich Igrzysk Olimpijskich 2008 nie więcej niż 2 lekkoatletów.
Jako pierwszy podczas igrzysk w Pekinie wystartował Isaiah Msibi, który wziął udział w rywalizacji biegaczy na 1500 metrów. Eliminacje rozpoczęły się 15 sierpnia 2008 roku o godzinie 19:10.
Msibi startował w drugim biegu eliminacyjnym, który odbył się o godzinie 19:19. Wynikiem 3:51,35 pobił swój rekord życiowy, ale mimo to zajął ostatnie, 12. miejsce w swoim biegu eliminacyjnym, co w łącznej klasyfikacji dało mu 46. miejsce na 47 sklasyfikowanych zawodników. Zwycięzcą tej konkurencji został Asbel Kiprop z Kenii.
Jako druga podczas igrzysk wystartowała Temalangeni Dlamini, która wzięła udział w rywalizacji biegaczek na 400 metrów. Eliminacje tej konkurencji rozpoczęły się 16 sierpnia 2008 roku o godzinie 12:10. Dlamini startowała w ostatnim, siódmym biegu eliminacyjnym, który odbył się o godzinie 12:52. Z wynikiem 59,91 zajęła ostatnie, 7. miejsce w swoim biegu eliminacyjnym, co w łącznej klasyfikacji dało jej 48. miejsce w gronie 50 zawodniczek. Jej czas reakcji wyniósł 0,278 sekundy. Zwyciężczynią tej konkurencji została Christine Ohuruogu z Wielkiej Brytanii.
Mężczyźni
| Zawodnik     | Konkurencja    | Bieg eliminacyjny | Bieg eliminacyjny | Półfinał                     | Półfinał                     | Finał                        | Finał                        | Miejsce |
| Zawodnik     | Konkurencja    | Wynik             | Miejsce           | Wynik                        | Miejsce                      | Wynik                        | Miejsce                      | Miejsce |
| ------------ | -------------- | ----------------- | ----------------- | ---------------------------- | ---------------------------- | ---------------------------- | ---------------------------- | ------- |
| Isaiah Msibi | bieg na 1500 m | 3:51,35           | 46.               | Odpadł z dalszej rywalizacji | Odpadł z dalszej rywalizacji | Odpadł z dalszej rywalizacji | Odpadł z dalszej rywalizacji | 46.     |

Kobiety
| Zawodnik            | Konkurencja   | Bieg eliminacyjny | Bieg eliminacyjny | Półfinał                      | Półfinał                      | Finał                         | Finał                         | Miejsce |
| Zawodnik            | Konkurencja   | Wynik             | Miejsce           | Wynik                         | Miejsce                       | Wynik                         | Miejsce                       | Miejsce |
| ------------------- | ------------- | ----------------- | ----------------- | ----------------------------- | ----------------------------- | ----------------------------- | ----------------------------- | ------- |
| Temalangeni Dlamini | bieg na 400 m | 59,91             | 48.               | Odpadła z dalszej rywalizacji | Odpadła z dalszej rywalizacji | Odpadła z dalszej rywalizacji | Odpadła z dalszej rywalizacji | 48.     |

## Pływanie
Suazi w pływaniu reprezentowało dwoje zawodników – 1 mężczyzna i 1 kobieta. Każdy z nich wystartował w jednej konkurencji. Początkowo Luke Hall i Senele Dlamini nie zakwalifikowali się do udziału w Letnich Igrzyskach Olimpijskich 2008, gdyż nie uzyskali wymaganego minimum kwalifikacyjnego. Zgodnie z przepisami przyjętymi przez Światową Federację Pływacką każdy kraj, w którym żaden z zawodników nie wypełnił minimum kwalifikacyjnego, otrzymał zaproszenie do zgłoszenia do Letnich Igrzysk Olimpijskich 2008 nie więcej niż 2 pływaków. Jedynym kryterium, jakie musieli oni spełnić, był wcześniejszy start na Mistrzostwach Świata w Pływaniu 2007. Obydwoje spełnili to kryterium, gdyż w czasie tej imprezy Luke Hall wystartował w czterech konkurencjach – wyścigu na 50 metrów stylem dowolnym (zajął w nim 86. miejsce), 100 metrów stylem dowolnym (118. miejsce), 50 metrów stylem motylkowym (105. miejsce), 100 metrów stylem motylkowym (102. miejsce), a Senele Dlamini wystartowała w dwóch konkurencjach – wyścigu na 50 metrów stylem dowolnym (zajęła w nim 107. miejsce), 50 metrów stylem motylkowym (91. miejsce). Na mistrzostwach w Melbourne startowali też inni suazyjscy pływacy: pływaczki Kathryn Millin i Stacey Rydey oraz pływak Mduduzi Fanuwakme Xaba. Jednak Narodowy Związek Pływacki Suazi (Swaziland National Swimming Association) zadecydował, że to Hall i Dlamini będą reprezentować Suazi na Letnich Igrzyskach Olimpijskich w Pekinie.
Jako pierwszy podczas igrzysk wystartował Luke Hall, który wziął udział w konkurencji 50 metrów stylem dowolnym mężczyzn. Eliminacje tej konkurencji rozpoczęły się 14 sierpnia 2008 roku. Hall startował w szóstym wyścigu eliminacyjnym. Z wynikiem 24,41 zajął 4. miejsce w swoim wyścigu eliminacyjnym, co w łącznej klasyfikacji dało mu 60. miejsce na 97 sklasyfikowanych zawodników. Jego czas reakcji wyniósł 0,66 sekundy. Zwycięzcą tej konkurencji został César Cielo z Brazylii.
Jako druga podczas igrzysk wystartowała Senele Dlamini, która wzięła udział w konkurencji 50 metrów stylem dowolnym kobiet. Eliminacje tej konkurencji rozpoczęły się 15 sierpnia 2008 roku. Dlamini startowała w czwartym wyścigu eliminacyjnym. Z wynikiem 28,70 zajęła 2. miejsce w swoim wyścigu eliminacyjnym, co w łącznej klasyfikacji dało jej 61. miejsce w gronie 90 zawodniczek. Jej czas reakcji wyniósł 0,65 sekundy. Zwyciężczynią tej konkurencji została Britta Steffen z Niemiec.
| Zawodnik       | Konkurencja          | Wyścig eliminacyjny | Wyścig eliminacyjny | Półfinał                      | Półfinał                      | Finał                         | Finał                         |
| Zawodnik       | Konkurencja          | Czas                | Miejsce             | Czas                          | Miejsce                       | Czas                          | Miejsce                       |
| -------------- | -------------------- | ------------------- | ------------------- | ----------------------------- | ----------------------------- | ----------------------------- | ----------------------------- |
| Luke Hall      | 50 m stylem dowolnym | 24,41               | 60.                 | Odpadł z dalszej rywalizacji  | Odpadł z dalszej rywalizacji  | Odpadł z dalszej rywalizacji  | Odpadł z dalszej rywalizacji  |
| Senele Dlamini | 50 m stylem dowolnym | 28,70               | 61.                 | Odpadła z dalszej rywalizacji | Odpadła z dalszej rywalizacji | Odpadła z dalszej rywalizacji | Odpadła z dalszej rywalizacji |